# 岗彭庆峰
岗彭庆（Kangpenqing，或Gang Benchhen）是在中国西藏喜马拉雅山脉的一座山峰。海拔7,281米（23,888英尺）是世界第90高峰。这座山峰于1982年首次被攀登。